# Dioridium hirsutum
Dioridium hirsutum är en skalbaggsart som beskrevs av Dmytro Zajciw 1961. Dioridium hirsutum ingår i släktet Dioridium och familjen långhorningar. Inga underarter finns listade i Catalogue of Life.